# Eucalyptus deglupta
Eucaliptul curcubeu (Eucalyptus deglupta) este unica specie de Eucalipt ce poate fi întâlnită în emisfera nordică.

## Răspândire
Distribuția sa naturală se întinde în Noua Britanie, Noua Guinee, Ceram, Sulawesi și Mindanao. Poate fi întâlnit în pădurile tropicale până la altitudini de 1800 m deasupra nivelului mării.

## Descriere
Eucaliptul curcubeu atinge până la 75 m în înălțime, și până la 2,4 m în diametru.
Coaja unică multicoloră este caracteristica distinctivă a arborelui. Inițial ea este de culoarea verde aprins. Apoi, treptat, odată cu maturizarea, ea capătă nuanțe de albastru, violet, portocaliu și apoi maro.

## Utilizare
În prezent acest arbore este cultivat la scară largă în lumea întreaga în plantații de copaci, în special pentru producerea hârtiei. Este specia dominantă din plantațiile de celuloză din Filipine.

## Cultivare
Eucalyptus deglupta este cultivat ca arbore decorativ, plantându-se în parcurile și pădurile tropicale și subtropicale. 
Dungile multicolore aspectuoase care acoperă trunchiul sunt un element distinctiv al design-ului de peisaj.

## Galerie

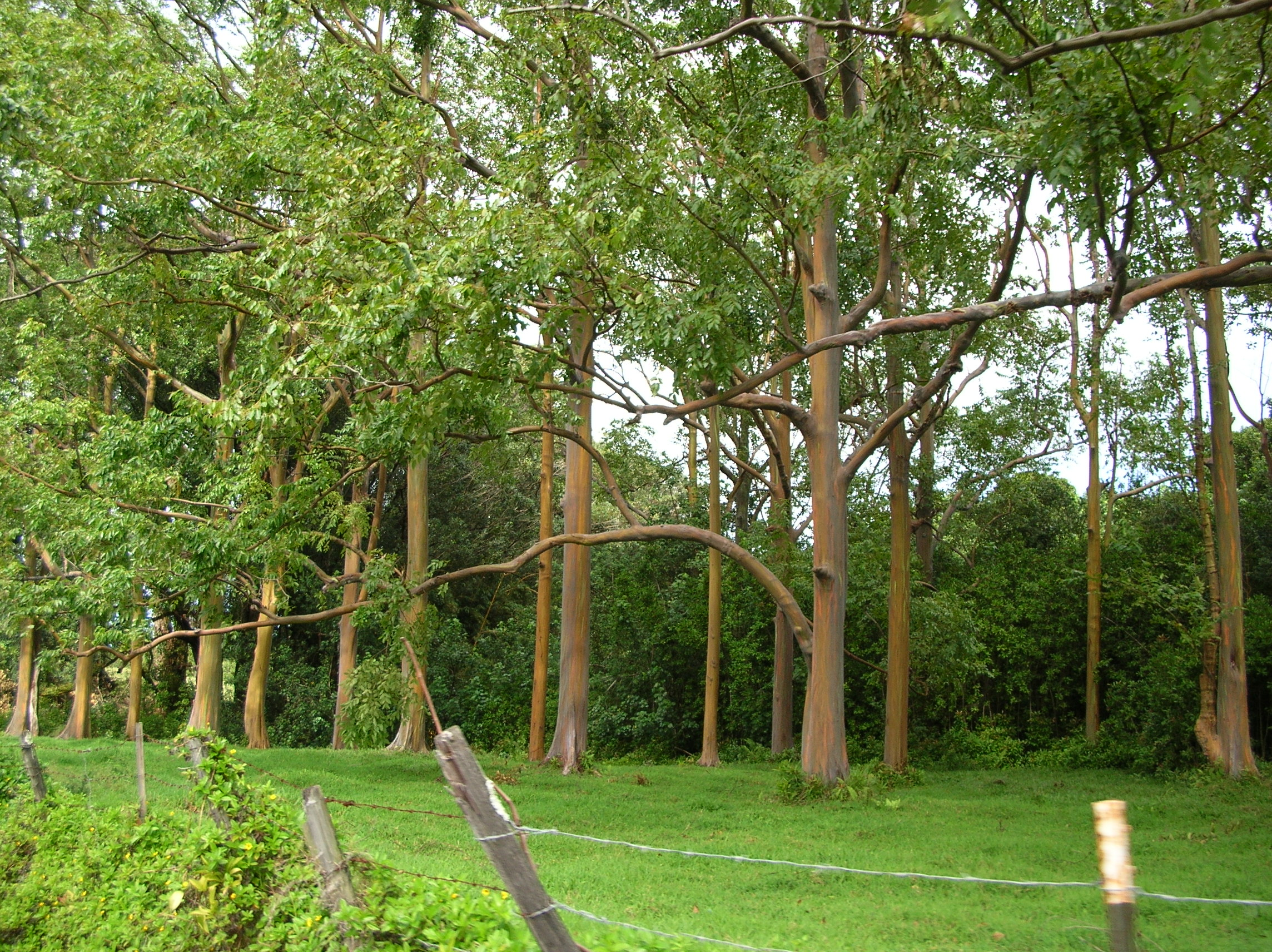
pădure de Eucalyptus deglupta în Hawaii
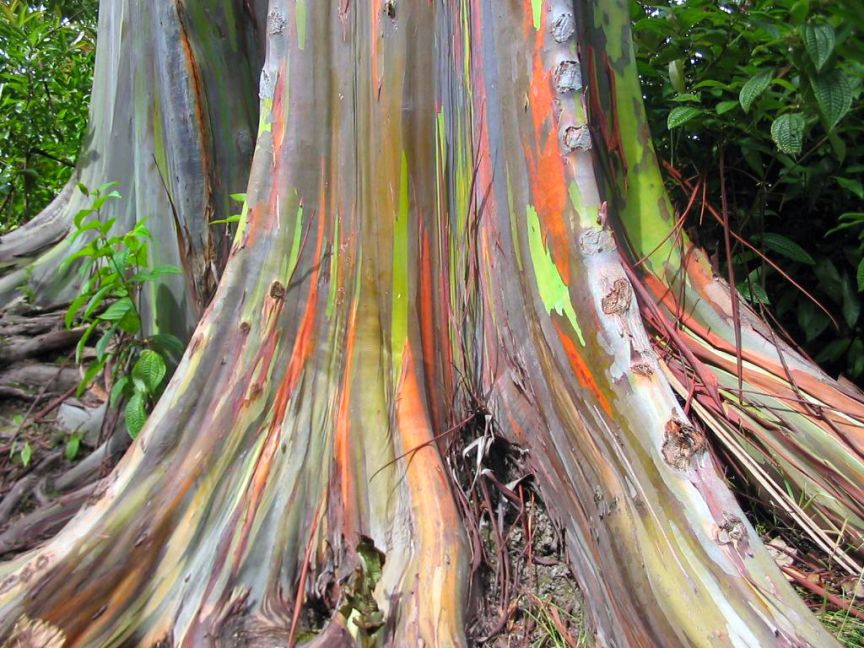
baza trucnhiului unui Eucalyptus deglupta
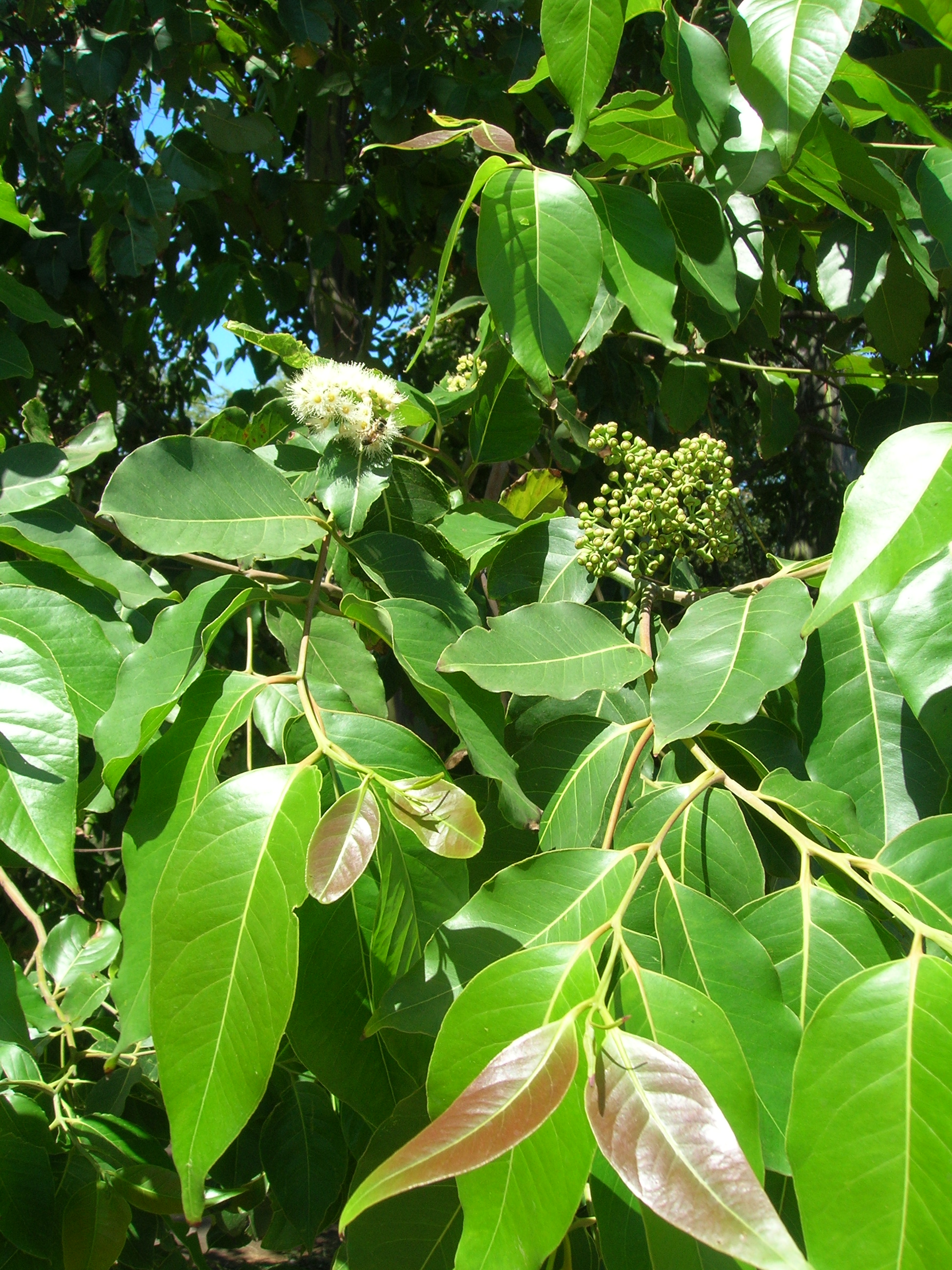
frunze de Eucalyptus deglupta
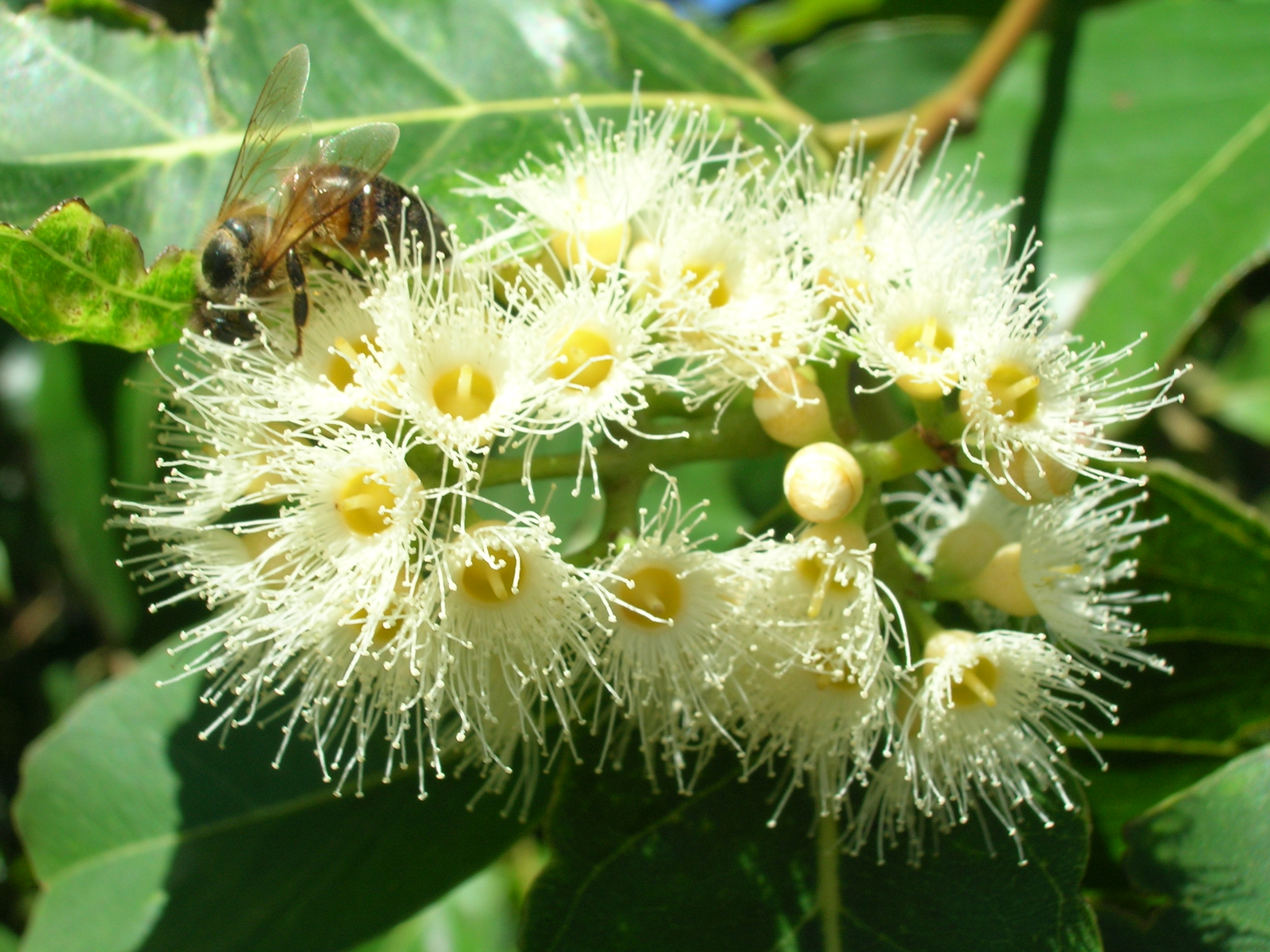
floare de Eucalyptus deglupta
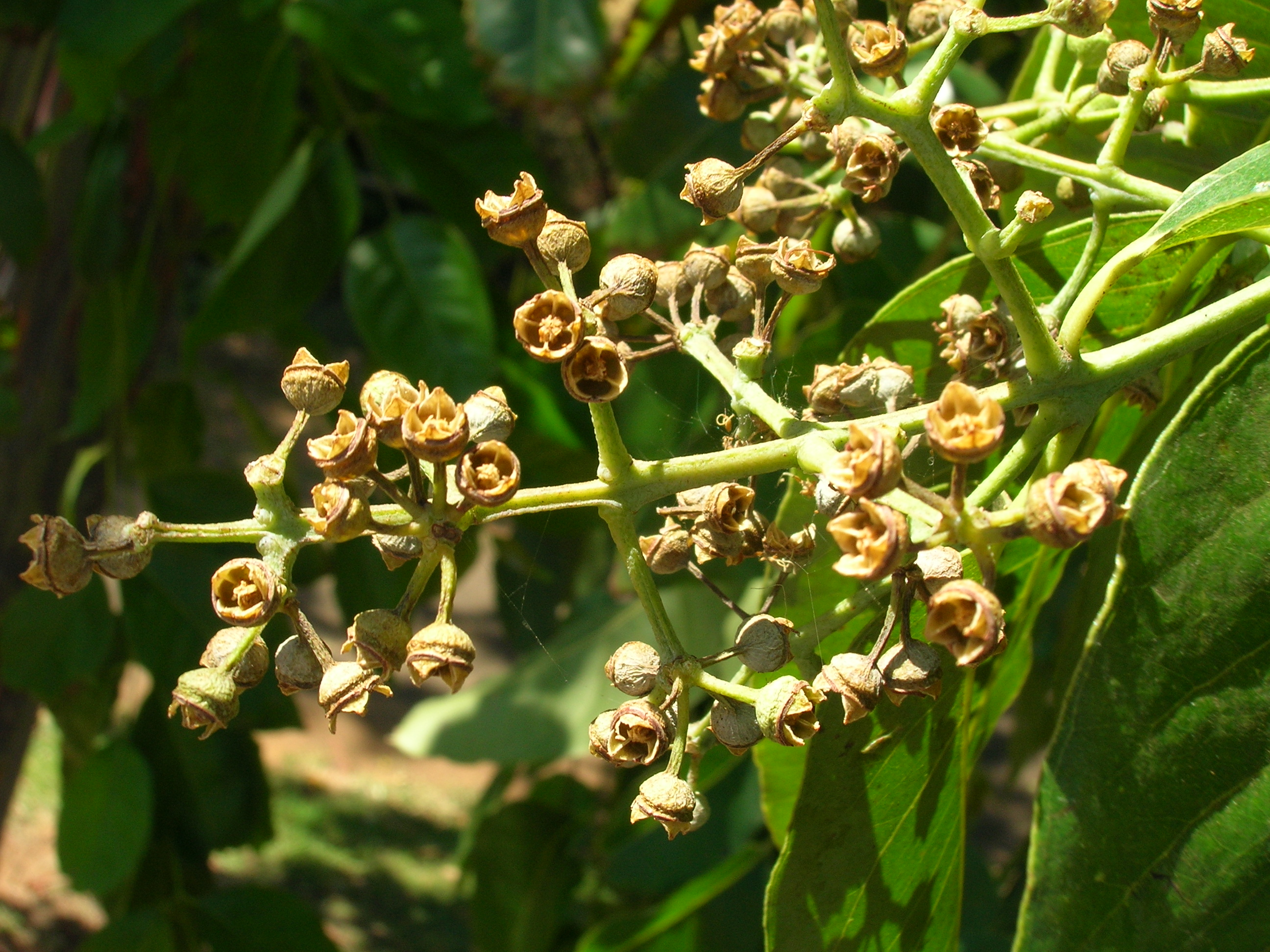
fruct de Eucalyptus deglupta
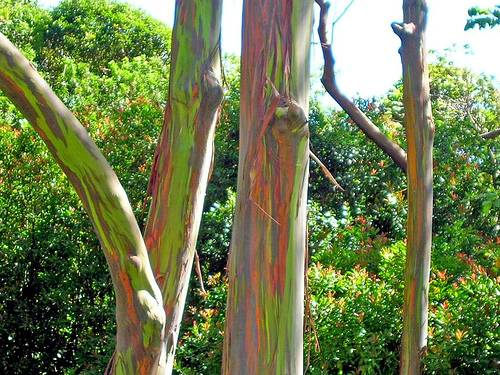
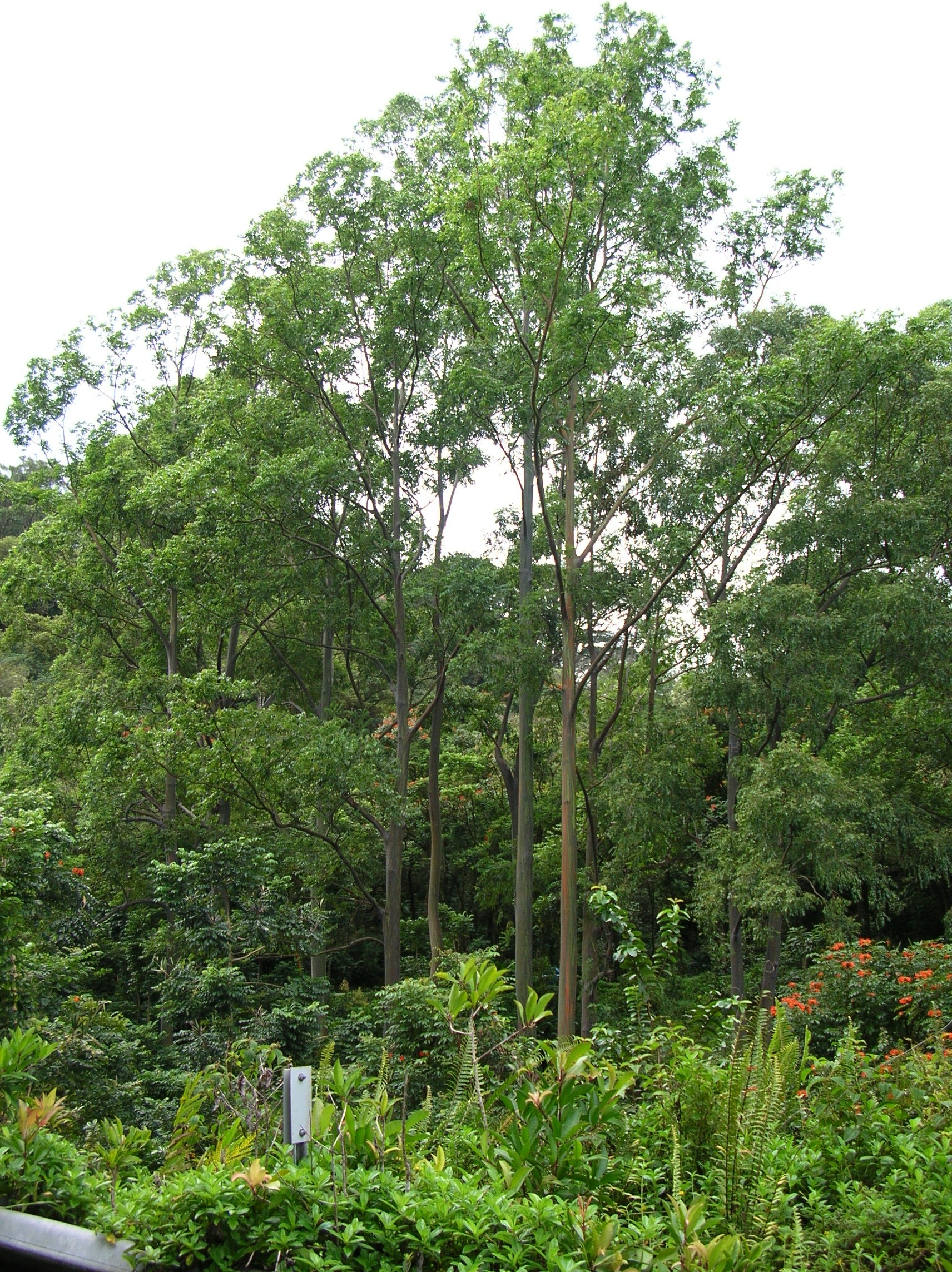